# Akito Kawamoto
Akito Kawamoto (河本 明人, Kawamoto Akito) est un footballeur japonais né le 1er mai 1990. Il évolue au poste d'attaquant.